# بیلا وودا
بیلا وودا (به چکی: Bílá Voda) یک منطقهٔ مسکونی در جمهوری چک است که در ناحیه یسنیک واقع شده‌است. بیلا وودا ۱۴٫۹۸ کیلومتر مربع مساحت و ۲۸۲ نفر جمعیت دارد و ۳۰۵ متر بالاتر از سطح دریا واقع شده‌است.